# Acción Socialista Portuguesa
La Acción Socialista Portuguesa (en portugués Acção Socialista Portuguesa - ASP) fue un partido político de Portugal. Fue fundado en Ginebra, en noviembre de 1964 por Mário Soares, Manuel Tito de Morais y Francisco Ramos da Costa. Desaparecería en 1973.
Representaba un nuevo esfuerzo de estructuración del socialismo portugués, conciliando una acción clandestina con las pocas posibilidades de intervención legal permitidas por el régimen salazarista. La ASP inició la publicación del Portugal Socialista en mayo de 1967, estableciendo además numerosos contactos con partidos y organizaciones internacionales, siendo formalmente admitida en la Internacional Socialista en 1972. Fue el embrión del futuro Partido Socialista.
- Datos: Q8186932